# Henyeyho stopa
Henyeyho stopa je stopa hvězd před hlavní posloupností s hmotou větší než polovina hmoty Slunce na Hertzsprungově-Russellově diagramu na konci Hajašiho stopy. Astronom Louis G. Henyey a jeho kolegové v 50. letech 20. století zjistili, že hvězdy před hlavní posloupností mohou zůstat v radioaktivní rovnováze v průběhu určité doby při přechodu do hlavní posloupnosti. Henyeyho stopa je charakteristická pomalým kolapsem při téměř hydrostatické rovnováze. Přechází na hlavní posloupnost v téměř horizontálním směru na Hertzsprung-Russellově diagramu (svítivost zůstává téměř konstantní).